# Ein Keloheinu
Ein Keloheinu (en hebreo: אֱין כֱּאלֹהֱינוּ, "no hay nadie como nuestro Dios") es un himno judío muy conocido. Los judíos ortodoxos lo pronuncian como Ein Kelokeinu cuando se refieren a él fuera de la oración, para evitar tomar el nombre de Dios en vano, o violar la santidad de la reverencia al Altísimo.
Ein Keloheinu a veces se canta al final del servicio matutino (Shajarit). En la tradición asquenazí fuera de Israel, solo se dice al final de los servicios de Shabat y de los días festivos, hacia el final del servicio de Musaf, e inmediatamente antes de una lección talmúdica sobre la elaboración del incienso del Templo. Sin embargo, en la Tierra de Israel, así como en todos los servicios de oración matutina según el rito sefardí entre semana, se dice a diario.
En algunas otras tradiciones regionales se usa en otras partes de la liturgia, pero parece ser conocido en todo el Mundo.
En muchas sinagogas se canta; en algunas sinagogas ortodoxas, cada persona lo dice en voz baja y no se considera una parte fundamental del servicio de oración. El trasfondo de la oración es que cada una de sus 20 oraciones cuenta como una bendición. Se exhorta a los judíos a hacer por lo menos 100 bendiciones diarias Talmud, Menajot 43b. De lunes a viernes, la oración Shemoné Esré (o Amidá) contiene 19 bendiciones y se dice tres veces, totalizando 57 bendiciones, y las 43 restantes se dicen durante otras partes de los servicios diarios, así como durante otros eventos durante el día. Sin embargo, en Shabat y días festivos, la Amidá consta de solo siete bendiciones. Ein Keloheinu se diseñó para garantizar que todo el mundo dijera al menos 100 bendiciones al día, incluso en aquellos días en que la Amidá es más corta. 
Se utilizan cuatro nombres diferentes para referirse a Dios en esta oración:
- Elohim (אלהים) - Dios
- Adón (אדון) - Señor o Maestro
- Melej (מלך) - Rey
- Moshia (מושיע) - Salvador

Estos nombres de Dios están en la misma secuencia en la que aparecen en la santa Torá.
Los cabalistas vieron en el uso de cuatro nombres para Dios, referencias a cuatro cualidades divinas diferentes.